# 欧尼
欧尼（法語：Augny，法語發音：[oɲi]）是法国摩泽尔省的一个市镇，属于梅斯区。

## 地理
欧尼（49°3'32"N, 6°7'16"E）面积14.98 平方千米，位于法国大東部大區摩泽尔省，该省份为法国东北部内陆省份，是洛林的一部分，西南接默尔特-摩泽尔省，东临下莱茵省，北与卢森堡和德国接壤。
与欧尼接壤的市镇（或旧市镇、城区）包括：穆兰莱梅斯、宽莱屈夫里、摩泽尔河畔科尔尼、屈夫里、费伊、茹伊欧萨什、马尔利。

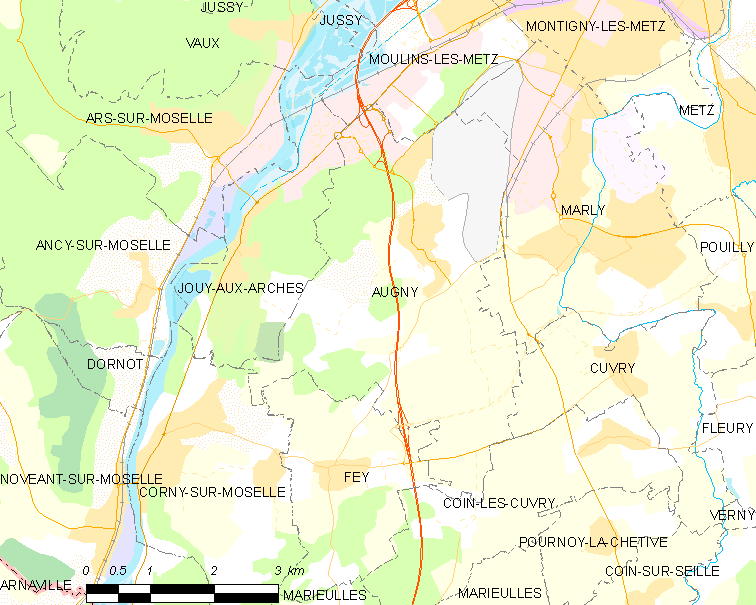
欧尼的OSM定位图

欧尼的时区为UTC+01:00、UTC+02:00（夏令时）。

## 行政
欧尼的邮政编码为57685，INSEE市镇编码为57039。

## 政治
欧尼所属的省级选区为摩泽尔山坡县。

## 人口

1962-2008年间欧尼人口变化图示

欧尼于2022年1月1日时的人口数量为2127人。